# Tomorrow Morning
Tomorrow Morning – album studyjny zespołu Eels z 2010 roku. Jest to trzecie wydawnictwo w trylogii albumów koncepcyjnych wykonawcy. Wcześniejsze pozycje to – Hombre Lobo z 2009 roku i End Times z roku 2010. Zespół ruszył w tournée, w celu promocji płyty po raz pierwszy od czasu serii koncertów "An Evening with Eels" w 2008 roku.
Album został wydany na płycie kompaktowej, dwupłytowej edycji z dodatkiem EPki, a także na płycie winylowej z załączonym minialbumem (EP) i bonusowym singlem 7". Czarna płyta na rynku pojawiła się 17 sierpnia, a cyfrowy odpowiednik 24 sierpnia 2010 roku.

## Recepcja
Wilbur Kane z czasopisma The Skinny zauważył, że album ma optymistyczny ton, zwłaszcza w porównaniu do Hombre Lobo — jak również mający melodyjne oblicze utwór "Spectacular Girl", który postawił obok Beautiful Freak.

## Lista utworów
| Nr  | Tytuł utworu                            | Długość |
| --- | --------------------------------------- | ------- |
| 1.  | „In Gratitude for This Magnificent Day” | 1:25    |
| 2.  | „I'm a Hummingbird”                     | 3:14    |
| 3.  | „The Morning”                           | 2:17    |
| 4.  | „Baby Loves Me”                         | 3:27    |
| 5.  | „Spectacular Girl”                      | 3:15    |
| 6.  | „What I Have to Offer”                  | 2:55    |
| 7.  | „This Is Where It Gets Good”            | 6:18    |
| 8.  | „After the Earthquake”                  | 1:39    |
| 9.  | „Oh So Lovely”                          | 4:17    |
| 10. | „The Man”                               | 3:51    |
| 11. | „Looking Up”                            | 2:57    |
| 12. | „That's Not Her Way”                    | 3:48    |
| 13. | „I Like the Way This Is Going”          | 2:35    |
| 14. | „Mystery of Life”                       | 4:22    |
|     |                                         | 46:20   |

### EP(dodatek)
1. "Swimming Lesson" – 2:55
2. "St. Elizabeth Story" – 2:29
3. "Let's Ruin Julie's Birthday" – 3:15
4. "For You" – 2:43

## Personel
Eels
- The Amy Davies Choir – wokale harmonijne
- E – wokal, gitary, gitara basowa, harmonijka, fortepian, Optigan, organy Hammonda B3, banjo, fisharmonia, organy Vox Continental, perkusja, and produkcja
- Knuckles – perkusja
- Koool G Murder – gitara basowa, gitara, nagrywanie i miksowanie
- Tomorrow Morning Orchestra – róg[7]

## Pozycje na listach
| Lista (2010)                      | Pozycja |
| --------------------------------- | ------- |
| Wielka Brytania (UK Albums Chart) | 18      |
| Niemcy (German Albums Chart)      | 12      |
| Stany Zjednoczone (Billboard 200) | 83      |